# Samantha Riley
Pour les articles homonymes, voir Riley.
Samantha Linette Riley, née le 13 novembre 1972 à Brisbane, est une nageuse australienne.

## Biographie
Aux Jeux olympiques d'été de 1992 à Barcelone, Samantha Riley est médaillée de bronze sur 100 mètres brasse. En 1996 à Atlanta, elle est médaillée d'argent olympique sur le relais 4 × 100 mètres quatre nages et médaillée de bronze sur 100 mètres brasse.